# Birmingham
Birmingham (/ˈbɜːrmɪŋəm/ ⓘ, địa phương /ˈbɜːmɪŋ(g)əm/) là một thành phố và huyện vùng đô thị thuộc hạt West Midlands, Anh. Thành phố nằm bên sông nhỏ Rea và là thành phố đông dân thứ nhì tại Anh Quốc sau Luân Đôn, với 1.101.360 người vào năm 2014.
Birmingham là một phố chợ cỡ trung bình vào thời kỳ trung cổ, sau đó trở nên nổi bật ở tầm quốc tế trong thế kỷ 18 khi là trọng tâm trong Khai sáng Midlands rồi cách mạng công nghiệp. Trong cách mạng công nghiệp, Birmingham đi tiên phong trong các tiến bộ toàn cầu về phát triển khoa học, kỹ thuật, và kinh tế, sản sinh hàng loạt sáng kiến giúp đặt một phần nền tảng cho xã hội công nghiệp hiện đại. Đến năm 1791, Birmingham được ca ngợi là "thị trấn sản xuất đầu tiên trên thế giới". Thành phố có hồ sơ kinh tế đặc trưng, với hàng nghìn xưởng nhỏ đa dạng về các ngành nghề chuyên biệt và có kỹ năng cao, khuyến khích mức độ sáng tạo và sáng kiến cao khác thường, tạo ra cơ sở kinh tế đa dạng và linh hoạt cho giai đoạn thịnh vượng công nghiệp kéo dài cho đến cuối thế kỷ 20. Động cơ hơi nước công nghiệp được phát minh tại Birmingham, đây có lẽ là sáng kiến quan trọng nhất trong lịch sử Anh Quốc. Công nghiệp hoá dẫn đến mức độ cao về tính lưu động xã hội, nuôi dưỡng một nền văn hoá cấp tiến chính trị có cơ sở đại chúng, khiến thành phố có được ảnh hưởng chính trị lớn nhất trong số các địa phương ngoài Luân Đôn, và có vai trò then chốt trong phát triển dân chủ tại Anh Quốc. Trong Chiến tranh thế giới thứ hai, Birmingham bị Không quân Đức oanh tạc ác liệt. Thiệt hại về cơ sở hạ tầng do chiến tranh, cộng thêm chính sách phá đổ và xây mới của những nhà lập kế hoạch đã dẫn đến tái phát triển quy mô lớn trong các thập niên sau.
Ngày nay, khu vực dịch vụ chi phối kinh tế Birmingham. Thành phố là một trung tâm thương mại quốc tế lớn, được xếp hạng là thành phố thế giới cấp gamma+; và là một trung tâm quan trọng về giao thông, mua sắm, sự kiện và hội nghị. Kinh tế vùng đô thị của Birmingham lớn thứ nhì tại Anh Quốc, có GDP đạt 121,1 tỉ USD vào năm 2014, và là trung tâm giáo dục đại học lớn thứ nhì toàn quốc sau Luân Đôn. Các thể chế văn hoá chính của Birmingham, như Dàn nhạc giao hưởng Thành phố Birmingham, Thư viện Birmingham có được danh tiếng tầm cỡ quốc tế, và có các hoạt động sôi động và có sức ảnh hưởng về nghệ thuật, âm nhạc, văn học và ẩm thực. Birmingham là thành phố đứng thứ tư về đón tiếp du khách nước ngoài tại Anh Quốc. Di sản thế thao của Birmingham có thể thấy trên toàn cầu, giải bóng đá Football League và quần vợt đều bắt nguồn từ thành phố.

## Lịch sử

### Thời kỳ đầu
Birmingham vào thời sơ khởi là một khu vực xa xôi hẻo lánh, trong khi các trung tâm dân cư, quyền lực và thịnh vượng chủ yếu của miền Midlands (Trung Anh) vào thời tiền công nghiệp nằm trên các thung lũng sông Trent, Severn và Avon phì nhiêu cũng như dễ tiếp cận. Khu vực Birmingham hiện nay nằm ở giữa chúng, trên cao nguyên Birmingham và thuộc vùng rừng Arden có cây cối rậm rạp và dân cư thưa thớt.
Tồn tại bằng chứng về hoạt động của chi Người tại khu vực Birmingham có niên đại 10.000 năm, với các đồ tạo tác thời kỳ đồ đá, gợi ý về các khu dân cư theo mùa, các bữa tiệc săn bắn xuyên đêm và các hoạt động trong rừng như chặt cây. Nhiều mô đất bị đốt vẫn có thể thấy được quanh thành phố, chỉ ra rằng người hiện đại lần đầu định cư và trồng trọt tích cực tại khu vực vào thời đại đồ đồng, khi có một dòng người đáng kể song cư trú ngắn ngủi diễn ra giữa 1700 TCN và 1000 TCN, có thể là do xung đột hoặc di cư tại các khu vực xung quanh. Khi người La Mã (Roma) chinh phục Anh vào thế kỷ 1, vùng rừng trên cao nguyên Birmingham tạo thành một chướng ngại vật ngăn các quân đoàn La Mã, quân La Mã xây dựng đồn luỹ Metchley tại khu vực nay là Edgbaston vào năm 48, và biến nó thành trung tâm của một mạng lưới các đường La Mã.

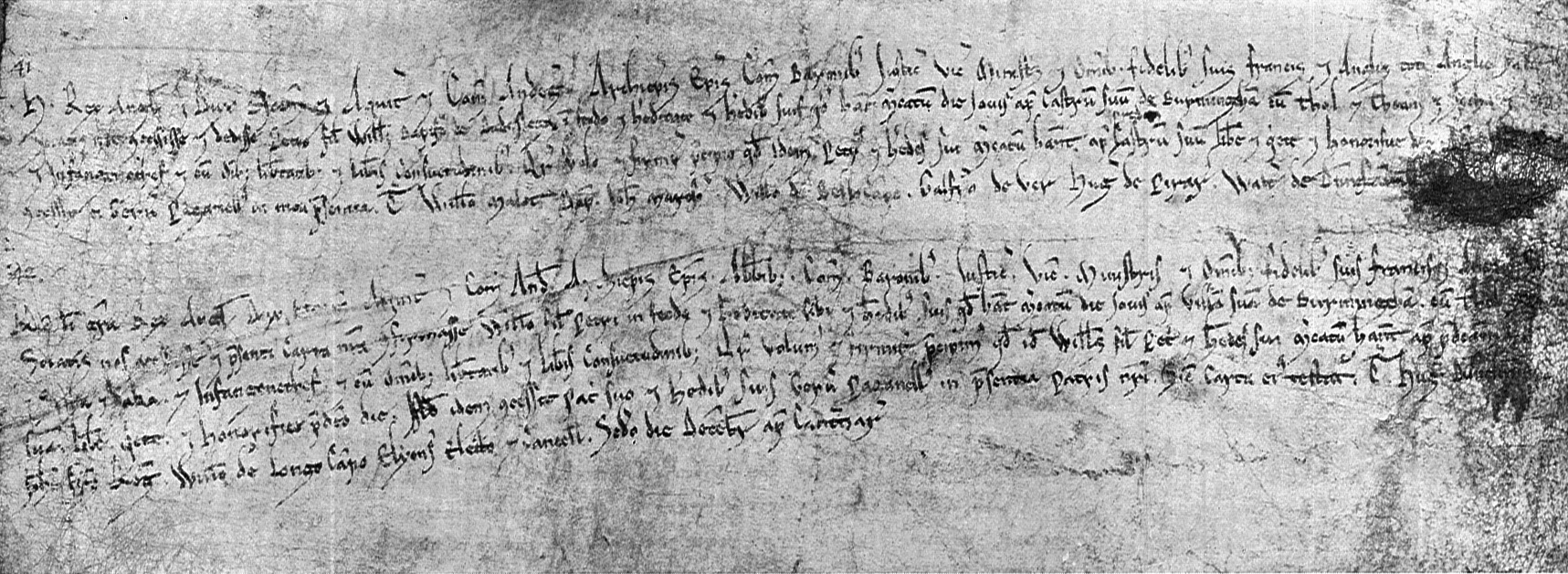
Các hiến chương năm 1166 và 1189 thành lập Birmingham với vị thế là thị trấn chợ và đô thị thái ấp

Birmingham trở thành một khu định cư từ thời kỳ Anglo-Saxon. Tên gọi của thành phố bắt nguồn từ tiếng Anh cổ Beormingahām, nghĩa là nơi ở hay khu định cư của người Beormingas – cho thấy rằng Birmingham được thành lập vào thế kỷ 6 hoặc đầu thế kỷ 7 với vai trò là khu định cư đầu tiên của một nhóm bộ lạc Angle và một regio cùng tên. Bất chấp tầm quan trọng ban đầu này, đến khoảng thời gian Domesday Book (sổ điền thổ) soạn vào năm 1086 thì thái ấp Birmingham là một trong những nơi nghèo nàn nhất và ít dân nhất tại Warwickshire, giá trị chỉ là 20 shilling, và khu vực thành phố hiện đại bị phân chia giữa các hạt Warwickshire, Staffordshire và Worcestershire.
Quá trình Birmingham phát triển thành một trung tâm đô thị và thương mại quan trọng bắt đầu vào năm 1166, khi Lãnh chúa thái ấp Peter de Bermingham nhận được đặc quyền lập chợ tại thành trì của ông, và sau đó hình thành một phố chợ có quy hoạch và đô thị thái ấp trong lãnh địa, quanh địa điểm Bull Ring ngày nay. Sự kiện này biến Birmingham thành trung tâm thương mại chủ yếu của cao nguyên Birmingham vào đương thời, trong khi kinh tế khu vực được mở rộng nhanh chóng, dân số tăng trưởng dẫn đến phát quang, trồng trọt và định cư tại các vùng đất không thuận lợi trước đây. Trong vòng một thế kỷ sau đó, Birmingham phát triển thành một trung tâm đô thị thịnh vượng với các thương gia và thợ thủ công. Đến năm 1327, đây là thị trấn lớn thứ ba tại Warwickshire, và duy trì vị thế này trong 200 năm sau đó.

### Cận đại
Thể chế cai quản chủ yếu tại Birmingham thời trung cổ gồm có phường hội Thánh giá và quyền lực lãnh chúa của gia tộc de Birmingham, song chúng sụp đổ từ năm 1536 đến năm 1547, khiến thị trấn được hưởng mức độ cao khác thường về tự do xã hội và kinh tế, khởi đầu một giai đoạn chuyển đổi và tăng trưởng. Đến năm 1700, dân số Birmingham đã tăng gấp 15 lần và trở thành thị trấn lớn thứ năm tại Anh và Wales.
Tầm quan trọng của sản xuất hàng sắt đối với kinh tế Birmingham được công nhận ngay từ năm 1538, và phát triển nhanh chóng theo tiến bộ thế kỷ. Cũng quan trọng ngang bằng là việc thị trấn vươn lên thành một trung tâm của các thương gia hàng sắt, họ tổ chức tài chính, cung cấp nguyên liệu thô và giao dịch cùng với tiếp thị sản phẩm công nghiệp. Đến những năm 1600, Birmingham trở thành trung tâm thương mại của một mạng lưới lò rèn và lò luyện trải dài từ Nam Wales đến Cheshire và thương gia của địa phương bán các hàng hoá thành phẩm xa đến Tây Ấn. Các liên kết mậu dịch này khiến cho các nhà luyện kim của Birmingham tiếp cận được thị trường rộng hơn nhiều, cho phép họ đa dạng hoá bằng việc rời xa khỏi các nghề kỹ năng thấp vốn dĩ sản xuất hàng hoá cơ bản phục vụ giao dịch tại địa phương, để hướng đến một phạm vi lớn hơn gồm các hoạt động chuyên biệt, kỹ năng cao và sinh lợi hơn.

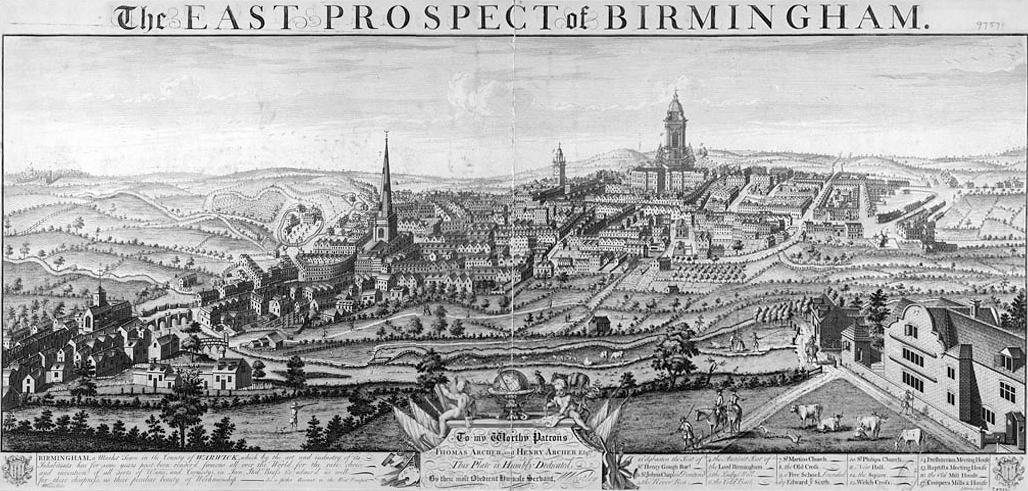
Birmingham năm 1732

Đến thời kỳ Nội chiến Anh, do kinh tế Birmingham bùng nổ, dân số gia tăng, kết quả là mức độ cao về linh động xã hội và đa nguyên văn hoá, nên tại đây diễn ra phát triển các cấu trúc xã hội mới rất khác biệt so với các khu vực được củng cố hơn. Các quan hệ được gây dựng quanh liên kết thương mại thực dụng thay vì chủ nghĩa gia trưởng cứng rắn, do vậy làm suy yếu lòng tôn kính với xã hội phong kiến, lòng trung thành với tôn ti truyền thống của giáo hội và quý tộc. Danh tiếng cấp tiến chính trị và cảm tình mạnh mẽ của địa phương cho phái Quốc hội khiến Birmingham bị lực lượng Bảo hoàng tấn công trong trận Birmingham vào năm 1643, và thị trấn phát triển thành một trung tâm của Thanh giáo trong thập niên 1630 và là một nơi trú ẩn cho những người không theo quốc giáo từ thập niên 1660.
Trong thế kỷ 18, truyền thống độc lập về tư tưởng và cộng tác này thăng hoa thành hiện tượng văn hoá gọi là Khai sáng Midlands. Thị trấn phát triển thành một trung tâm nổi bật về hoạt động văn chương, âm nhạc, nghệ thuật và sân khấu; và các công dân hàng đầu của thị trấn – đặc biệt là các thành viên của Hội Mặt trăng Birmingham – trở thành những người tham gia có ảnh hưởng vào việc lan truyền các tư tưởng triết học và khoa học khắp giới tinh hoa tri thức châu Âu. Quan hệ mật thiết giữa các nhà tư tưởng hàng đầu của Birmingham thời Khai sáng và các nhà sản xuất chính tại địa phương – những người như Matthew Boulton và James Keir – khiến thị trấn đặc biệt quan trọng đối với trao đổi kiến thức giữa thế giới khoa học thuần tuý và thế giới sản xuất-kỹ thuật thực tiễn. Điều này tạo ra một "phản ứng sáng kiến dây chuyền", hình thành một liên kết then chốt giữa cách mạng khoa học diễn ra từ trước với cách mạng công nghiệp theo sau.

### Cách mạng công nghiệp

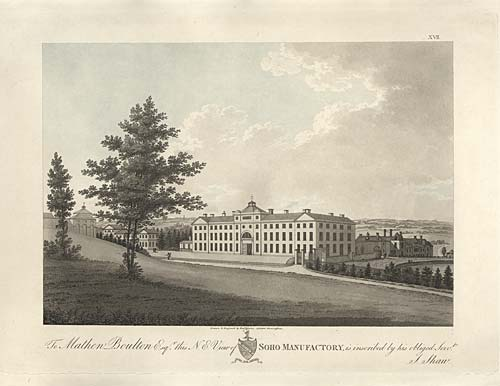
Xí nghiệp Soho vào năm 1765 – tiên phong về hệ thống nhà máy và động cơ hơi nước công nghiệp

Phát triển công nghiệp quy mô lớn tại Birmingham bắt đầu sớm hơn so với các thị trấn sản xuất hàng dệt vải tại miền bắc nước Anh, và có các động lực khác biệt. Thay vì kinh tế bậc thang với đặc điểm là lực lượng lao động tay nghề yếu có lương thấp, sản xuất ra một lượng lớn hàng hoá duy nhất như bông hoặc len trong các đơn vị sản xuất quy mô lớn và cơ giới hoá, thì phát triển công nghiệp của Birmingham được gây dựng trên thích ứng và sáng tạo của một lực lượng lao động được trả lương cao có phân công lao động mạnh mẽ, làm đa dạng các nghề chuyên biệt với tay nghề cao, trong một nền kinh tế khởi nghiệp gồm các xưởng quy mô nhỏ và thường là tự làm chủ. Điều này tạo ra mức độ cao khác thường các phát minh: Trong những năm trọng tâm của cách mạng công nghiệp từ 1760 đến 1850, cư dân Birmingham đăng ký các bằng sáng chế nhiều hơn gấp ba lần so với bất kỳ thành thị nào khác tại Anh Quốc.
Nhu cầu về vốn để cung ứng cho phát triển kinh tế nhanh chóng cũng khiến Birmingham phát triển thành một trung tâm tài chính lớn, có các liên hệ quốc tế rộng khắp. Ngân hàng Lloyds được thành lập tại thị trấn vào năm 1765, và building society (hội chơi hụi làm nhà) đầu tiên của thế giới là Ketley's Building Society được thành lập vào năm 1775. Đến năm 1800, West Midlands có tỷ lệ văn phòng ngân hàng bình quân cao nhất trong các vùng tại Anh Quốc, kể cả Luân Đôn.
Sáng kiến tại Birmingham thế kỷ 18 thường là dưới dạng một chuỗi gia tăng các cải tiến quy mô nhỏ về các sản phẩm hoặc quy trình hiện hữu, song cũng có các phát triển lớn nằm tại trọng tâm trong việc xuất hiện xã hội công nghiệp. Năm 1709, Abraham Darby I vốn được đào tạo tại Birmingham đã chuyển đến Coalbrookdale thuộc hạt Shropshire và xây dựng lò cao đầu tiên thành công trong việc nung chảy quặng sắt bằng than cốc, biến đổi chất lượng, thể tích và quy mô khiến nó có thể sản xuất gang. Năm 1732, Lewis Paul và John Wyatt phát minh máy xe sợi con lăn, "một ý tưởng lạ thường có tầm quan trọng lớn nhất" trong việc phát triển ngành công nghiệp bông sợi cơ giới hoá. Năm 1741, họ mở xưởng bông sợi đầu tiên trên thế giới tại Upper Priory của Birmingham. Năm 1746, John Roebuck phát minh quy trình khoan dẫn, cho phép sản xuất axit sulfuric quy mô lớn, và đến năm 1780 James Keir phát triển một quy trình sản xuất chất kiềm với số lượng lớn, đồng thời đánh dấu khai sinh ngành công nghiệp hoá học hiện đại. Năm 1765, Matthew Boulton mở xí nghiệp Soho, đi tiên phong trong việc kết hợp cơ giới hoá các hoạt động sản xuất vốn riêng lẻ trước đây dưới một mái nhà xưởng, thông qua một hệ thống gọi là "sản xuất hợp lý". Đây là đơn vị sản xuất lớn nhất tại châu Âu, trở thành biểu trưng cho quá trình xuất hiện hệ thống nhà máy.
Tuy nhiên, quan trọng nhất là phát triển động cơ hơi nước công nghiệp vào năm 1776 bởi James Watt và Matthew Boulton. Lần đầu tiên giải phóng năng lực sản xuất của xã hội loài người khỏi hạn chế cố hữu về sức người, sức nước và động vật, nó được cho là thời điểm then chốt trong toàn bộ cách mạng công nghiệp và là một yếu tố chủ chốt của việc gia tăng sức sản xuất trên toàn cầu trong các thế kỷ sau.

### Nhiếp chính và Victoria

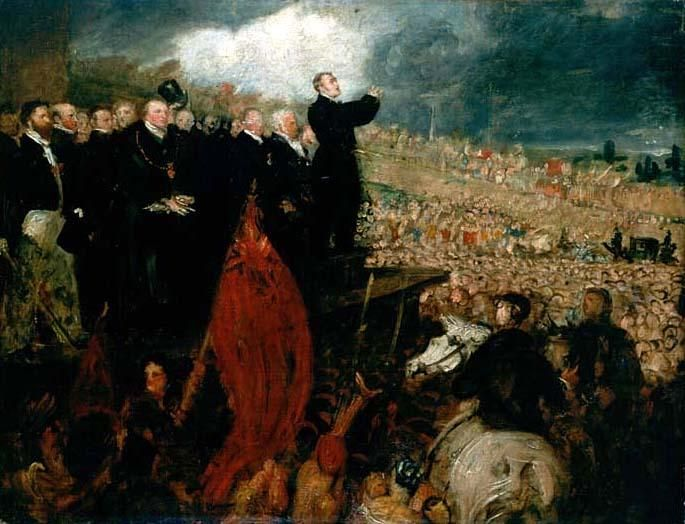
Thomas Attwood phát biểu trong cuộc tụ tập của 200.000 thành viên Liên minh Chính trị Birmingham vào Các Ngày tháng 5, 1832

Birmingham trở nên nổi bật trong chính trị quốc gia nhờ các chiến dịch nhằm cải cách chính trị vào đầu thế kỷ 19, khi Thomas Attwood và Liên minh Chính trị Birmingham đưa quốc gia đến bờ vực nội chiến trong "Các Ngày tháng 5", trước khi thông qua Đạo luật Đại Cải cách vào năm 1832. Các cuộc tụ tập của Liên minh tại Newhall Hill vào năm 1831 và 1832 là những hội nghị chính trị lớn nhất từng diễn ra tại Anh Quốc. Huân tước xứ Durham John Lambton là người soạn thảo đạo luật, viết rằng "quốc gia nợ cải cách cho Birmingham, và cứu giúp của họ từ thời cách mạng". Danh tiếng vào năm 1832 khiến John Bright biến Birmingham thành diễn đàn cho chiến dịch thành công của ông về một đạo luật cải cách thứ nhì vào năm 1867, theo đó mở rộng quyền bầu cử cho tầng lớp lao động đô thị.
Truyền thống sáng kiến của Birmingham tiếp tục sang thế kỷ 19. Thành phố là điểm cuối của hai tuyến đường sắt đường dài đầu tiên trên thế giới: Đường sắt Grand Junction dài 132 km vào năm 1837 và Đường sắt London and Birmingham dài 180 km vào năm 1838. Thầy giáo người Birmingham Rowland Hill phát minh tem bưu chính và lập ra hệ thống bưu chính phổ quát hiện đại đầu tiên vào năm 1839. Alexander Parkes phát minh chất dẻo nhân tạo đầu tiên tại Jewellery vào năm 1855.
Đến thập niên 1820, một hệ thống kênh đào quy mô lớn được xây dựng, cho phép tiếp cận lớn hơn đến các tài nguyên tự nhiên và nhiên liệu phục vụ cho công nghiệp. Trong thời kỳ Victoria, dân số Birmingham tăng trưởng nhanh chóng đến mức hơn nửa triệu người và Birmingham trở thành trung tâm dân cư lớn thứ nhì tại Anh. Birmingham được cấp vị thế thành phố vào năm 1889. Joseph Chamberlain từng là thị trưởng Birmingham và sau là một nghị sĩ, và con trai ông là Neville Chamberlain cũng từng là thị trưởng thành phố và về sau giữ chức Thủ tướng Anh Quốc, đây là hai nhân vật chính trị nổi tiếng nhất từng sống tại Birmingham. Thành phố lập ra đại học của mình vào năm 1900.

### Thế kỷ 20 và đương đại
Chiến tranh thế giới thứ nhất gây tổn thất nhân mạng khủng khiếp cho Birmingham, có trên 150.000 nam giới của thành phố phục vụ trong lực lượng vũ trang, tức hơn một nửa cư dân nam trong đó 13.000 người thiệt mạng và 35.000 người bị thương. Việc khởi đầu chiến tranh cơ giới hoá cũng làm gia tăng tầm quan trọng chiến lược của Birmingham với tư cách một trung tâm sản xuất công nghiệp, Tổng tư lệnh Anh Quốc là John French miêu tả cuộc chiến khi nó bắt đầu là "một trận chiến giữa Krupps và Birmingham". Đến khi chiến tranh kết thúc, Thủ tướng David Lloyd George cũng công nhận tầm quan trọng của Birmingham trong chiến thắng của đồng minh, nhấn mạnh "quốc gia, đế quốc và thế giới nợ kỹ năng, tài khéo léo và nguồn lực của Birmingham một món nợ lớn về lòng biết ơn"..

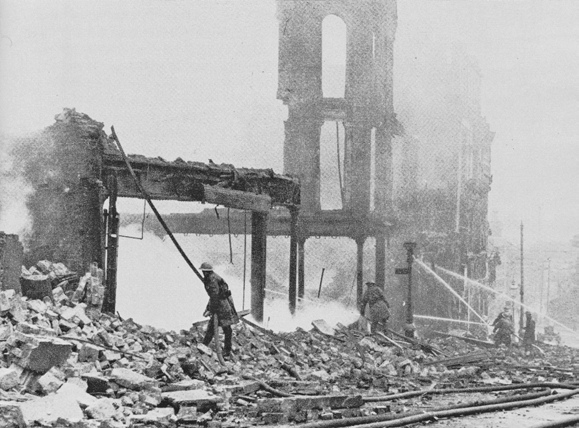
Bull Ring bị tàn phá trong cuộc oanh tạc của Không quân Đức năm 1940

Birmingham chịu thiệt hại nặng nề khi Không quân Đức oanh tạc thành phố trong Chiến tranh thế giới thứ hai. Thành phố cũng là nơi diễn ra hai khám phá khoa học được chứng minh là có tính then chốt đối với kết quả chiến tranh. Otto Frisch và Rudolf Peierls mô tả lần đầu tiên cách thức chế tạo vũ khí hạt nhân thực tiễn trong bị vong lục Frisch–Peierls năm 1940, trong cùng năm manhetron hốc được John Randall và Henry Boot phát minh, nó là thành phần chủ chốt của radar và sau này là lò vi sóng. Chi tiết về hai khám phá này, cùng với đề cương động cơ phản lực đầu tiên do Frank Whittle phát minh tại Rugby lân cận, được đưa sang Hoa Kỳ vào tháng 9 năm 1940.
Thành phố trải qua tái phát triển quy mô lớn trong các thập niên 1950 và 1960. Quá trình này gồm có các bất động sản cao tầng quy mô lớn như Castle Vale. Bull Ring được xây dựng lại và ga Birmingham New Street được tái phát triển. Trong các thập niên sau Chiến tranh thế giới thứ hai, thành phần dân tộc tại Birmingham có thay đổi quan trọng, do thành phố tiếp nhận các dòng di dân đến từ các quốc gia trong và ngoài Thịnh vượng chung. Dân số thành phố đạt đỉnh vào năm 1951 với 1.113.000 cư dân.
Birmingham duy trì là thành phố tỉnh lẻ giàu có vượt trội tại Anh cho đến thập niên 1970, có thu nhập hộ gia đình cao hơn cả tại Luân Đôn và vùng đông nam, song đa dạng về kinh tế và năng lực cải tạo bị suy thoái trong các thập niên sau thế chiến do chính phủ trung ương tìm cách hạn chế tăng trưởng của thành phố và phân tán công nghiệp và cư dân đến các khu vực đình đốn tại Wales và Bắc Anh. Các biện pháp này cản trở "tự cải tạo tự nhiên của các doanh nghiệp tại Birmingham, để lại cho họ gánh nặng cũ nát và yếu kém", và thành phố ngày càng phụ thuộc vào ngành công nghiệp ô tô. Suy thoái vào đầu thập niên 1980 khiến kinh tế Birmingham sụp đổ, có mức độ thất nghiệp chưa từng có và bùng phát náo động xã hội trong các khu nội thị. Ngành công nghiệp của Birmingham sụp đổ một cách đột ngột và thê thảm. Năm 1976, vùng West Midlands với dộng lực kinh tế chính là Birmingham vẫn có GDP cao nhất so với các vùng Anh bên ngoài vùng đông nam, song trong vòng 5 năm đã xuống mức thấp nhất tại Anh. Chỉ riêng Birmingham đã mất đi 200.000 việc làm từ năm 1971 đến năm 1981, tập trung trong lĩnh vực sản xuất; tiền lương tương đối tại West Midlands từ mức cao nhất tại Anh Quốc vào năm 1970 xuống mức thấp nhất vào năm 1983. Đến năm 1982, tỉ lệ thất nghiệp của thành phố đạt 20%, và con số này gấp khoảng hai lần tại các khu vực nội thị như Aston, Handsworth và Sparkbrook.
Hội đồng thành phố tiến hành một chính sách đa dạng kinh tế hướng đến ngành dịch vụ, bán lẻ và du lịch nhằm giảm phụ thuộc vào sản xuất. Một số sáng kiến được tiến hành nhằm tăng sức thu hút của thành phố đối với các du khách. Trong thập niên 1970, Trung tâm Triển lãm Quốc gia (NEC) được xây dựng, nó cách trung tâm thành phố 16 km, thuộc địa giới Solihull lân cận song phần lớn thuộc sở hữu của Hội đồng Birmingham. Trung tâm Hội nghị Quốc tế (ICC) được khánh thành tại trung tâm Birmingham vào đầu thập niên 1990. Khu vực quanh phố Broad, bao gồm quảng trường Centenary, ICC và Brindleyplace, được sửa chữa quy mô lớn khi bước sang thế kỷ 21. Năm 1998, Birmingham đăng cai hội nghị thượng đỉnh G8 lần thứ 24.
Công cuộc cải tạo thành phố trong các thập niên 1990 và 2000 cũng chứng kiến nhiều khu vực nhà ở của thành phố thay đổi đáng kể, điển hình nhất là khu bất động sản hội đồng Pype Hayes thuộc khu vực Erdington của thành phố, vốn được xây dựng từ những năm giữa hai thế chiến song cuối cùng được xây dựng lại hoàn toàn do các khuyết điểm cấu trúc. Nhiều bất động sản hội đồng thập niên 1960 tại thành phố, hầu hết là các căn hộ và nhà nhỏ nhiều tầng, đã bị phá bỏ trong các dự án xây dựng lại tương tự, bao gồm bất động sản Castle Vale quy mô lớn tại đông bắc của thành phố. Tháng 9 năm 2003, tổ hợp mua sắm Bullring được khánh thành sau một dự án kéo dài ba năm, trong cùng năm này thành phố thất bại trong việc ứng cử làm thủ đô văn hoá châu Âu năm 2008. Birmingham tiếp tục phát triển, đường vành đai nội thị bị phá bỏ do được cho là ngăn cản mở rộng trung tâm thành phố, sau đó một dự án cải tạo đô thị khổng lồ mang tên Big City được thực hiện. Thành phố chịu tác động từ các vụ náo loạn lan tràn khắp toàn quốc vào tháng 8 năm 2011, dẫn đến thiệt hại quy mô lớn do tội phạm gây ra tại một số khu vực nội thị, và có ba người thiệt mạng tại khu vực Winson Green.

## Địa lý

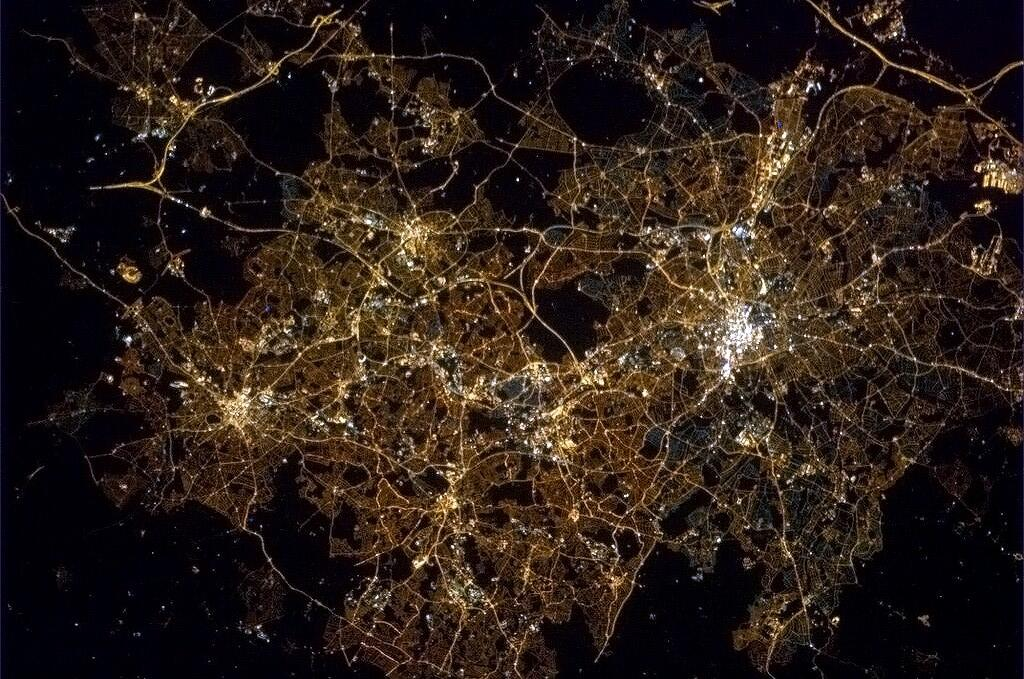
Birmingham và khu thành thị West Midlands rộng hơn nhìn từ không gian

Birmingham nằm tại trung tâm của vùng West Midlands tại Anh, trên cao nguyên Birmingham tương đối cao, dao động từ 150 đến 300 m trên mực nước biển và có đường phân thủy bắc-nam chính của Anh đi qua, giữa các lưu vực sông Severn và Trent. Phía tây nam thành phố nằm trên vùng đồi Lickey, vùng đồi Clent và đồi Walton, trong đó đồi Walton có độ cao 316 m và có tầm nhìn rộng bao quát thành phố. Birmingham chỉ có các sông suối nhỏ để thoát nước, chủ yếu là sông Tame cùng các chi lưu của nó là Cole và Rea.
Thành phố Birmingham thuộc một khu thành thị gồm khu tự quản nhà ở Solihull về phía đông nam, thành phố Wolverhampton và các thị trấn công nghiệp của Black Country về phía tây bắc, chúng tạo thành vùng đô thị hoá West Midlands bao phủ gần 600 km². Bao quanh nó là vùng đại đô thị của Birmingham, là một khu vực có liên hệ kinh tế mật thiết với thành phố thông qua việc làm – bao gồm thủ đô cũ của Mercia là Tamworth và thành phố nhà thờ chính toà Lichfield tại Staffordshire về phía bắc; thành phố công nghiệp Coventry và các thị trấn của hạt Warwickshire là Nuneaton, Warwick và Leamington Spa về phía đông; và các thị trấn của hạt Worcestershire là Redditch và Bromsgrove về phía tây nam.
Phần lớn khu vực nay là thành phố Birmingham xưa kia là một phần phía bắc của rừng Arden cổ đại, vẫn có thể cảm nhận thấy chúng qua các cây sồi dày đặc trong thành phố và trong lượng lớn các địa danh có đuôi "-ley" như Moseley, Saltley, Yardley, Stirchley và Hockley: Trong tiếng Anh cổ -lēah nghĩa là "phát quang đất rừng".

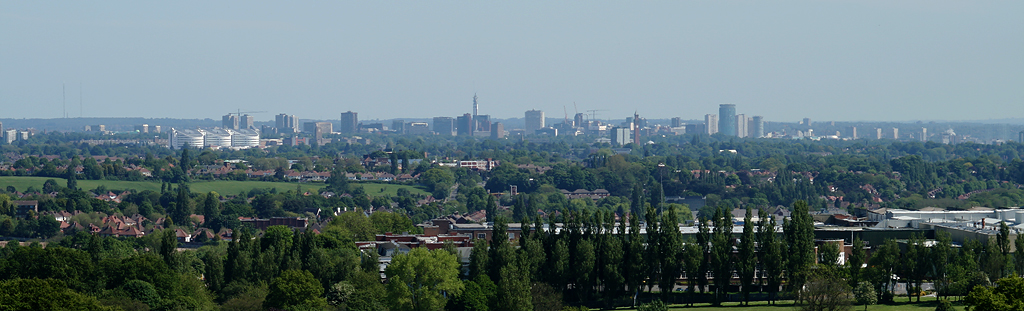
Quang cảnh thành phố Birmingham nhìn từ vùng đồi Lickey, cận cảnh là tổ hợp công nghiệp Longbridge

Về mặt địa chất, Birmingham chịu chi phối từ đứt đoạn Birmingham chạy chéo qua thành phố từ vùng đồi Lickey tại tây nam qua Edgbaston và Bull Ring, đến Erdington và Sutton Coldfield tại đông bắc. Về phía nam và đông của đứt đoạn, mặt đất phần lớn là đá bùn Mercia mềm hơn, rải rác các thành lớp đá cuội bunter và có các thung lũng sông Tame, Rea và Cole cùng các chi lưu của chúng cắt ngang qua. Về phía bắc và tây của đứt đoạn, cao hơn khu vực xung quanh từ 46 đến 183 m và nằm dưới phần lớn trung tâm thành phố, có một dãy dài sa thạch Keuper cứng. Đá nền bên dưới Birmingham chủ yếu được định hình trong giai đoạn Permi và Trias.
Birmingham có khí hậu hải dương ôn hoà giống như hầu hết quần đảo Anh, nhiệt độ tối đa trung bình vào mùa hè (tháng 7) là 21,3 °C; và trong mùa đông (tháng 1) là khoảng 6,7 °C. Từ năm 1971 đến năm 2000 ngày ấm nhất trong năm trung bình có nhiệt độ cao nhất là 28,8 °C và đêm lạnh nhất thường xuống -9 °C. Khoảng 11,2 ngày mỗi năm sẽ đạt đến nhiệt độ từ 25,1 °C trở lên và 51,6 đêm được ghi nhận là có sương giá. Nhiệt độ cao nhất từng ghi nhận được là 34,9 °C vào tháng 8 năm 1990. Giống như hầu hết các thành phố lớn khác, Birmingham có một hiệu ứng đảo nhiệt đô thị đáng kể. Đêm lạnh nhất ghi nhận được vào ngày 14 tháng 1 năm 1982, nhiệt độ xuống còn -20,8 °C tại sân bay Birmingham bên rìa đông thành phố, song chỉ là -12,9 °C tại Edgbaston gần trung tâm thành phố. Birmingham có tuyết rơi tương đối so với các khu thành thị lớn khác tại Anh Quốc, do có vị trí tại nội lục và độ cao tương đối lớn. Từ năm 1961 đến năm 1990, sân bay Birmingham trung bình có 13 ngày tuyết nằm lại hàng năm, so với 5,33 tạiLondon Heathrow. Các cơn mưa tuyết thường đi qua thành phố theo đường kẽ hở Cheshire trên dòng khí tây bắc, song cũng có thể đến từ biển Bắc qua dòng khí đông bắc. Thời tiết cực đoan hiếm gặp song thành phố có tiếng là phải hứng chịu các trận lốc xoáy, chẳng hạn như vào tháng 7 năm 2005 tại phần phía nam thành phố, gây thiệt hại cho nhà cửa và doanh nghiệp trong khu vực.
| Dữ liệu khí hậu của Winterbourne (Nam Birmingham), 1981–2010 | Dữ liệu khí hậu của Winterbourne (Nam Birmingham), 1981–2010 | Dữ liệu khí hậu của Winterbourne (Nam Birmingham), 1981–2010 | Dữ liệu khí hậu của Winterbourne (Nam Birmingham), 1981–2010 | Dữ liệu khí hậu của Winterbourne (Nam Birmingham), 1981–2010 | Dữ liệu khí hậu của Winterbourne (Nam Birmingham), 1981–2010 | Dữ liệu khí hậu của Winterbourne (Nam Birmingham), 1981–2010 | Dữ liệu khí hậu của Winterbourne (Nam Birmingham), 1981–2010 | Dữ liệu khí hậu của Winterbourne (Nam Birmingham), 1981–2010 | Dữ liệu khí hậu của Winterbourne (Nam Birmingham), 1981–2010 | Dữ liệu khí hậu của Winterbourne (Nam Birmingham), 1981–2010 | Dữ liệu khí hậu của Winterbourne (Nam Birmingham), 1981–2010 | Dữ liệu khí hậu của Winterbourne (Nam Birmingham), 1981–2010 | Dữ liệu khí hậu của Winterbourne (Nam Birmingham), 1981–2010 |
| Tháng                                                        | 1                                                            | 2                                                            | 3                                                            | 4                                                            | 5                                                            | 6                                                            | 7                                                            | 8                                                            | 9                                                            | 10                                                           | 11                                                           | 12                                                           | Năm                                                          |
| ------------------------------------------------------------ | ------------------------------------------------------------ | ------------------------------------------------------------ | ------------------------------------------------------------ | ------------------------------------------------------------ | ------------------------------------------------------------ | ------------------------------------------------------------ | ------------------------------------------------------------ | ------------------------------------------------------------ | ------------------------------------------------------------ | ------------------------------------------------------------ | ------------------------------------------------------------ | ------------------------------------------------------------ | ------------------------------------------------------------ |
| Trung bình ngày tối đa °C (°F)                               | 6.7 (44.1)                                                   | 7.1 (44.8)                                                   | 9.8 (49.6)                                                   | 12.7 (54.9)                                                  | 16.0 (60.8)                                                  | 19.0 (66.2)                                                  | 21.3 (70.3)                                                  | 20.8 (69.4)                                                  | 17.8 (64.0)                                                  | 13.6 (56.5)                                                  | 9.5 (49.1)                                                   | 6.9 (44.4)                                                   | 13.5 (56.3)                                                  |
| Tối thiểu trung bình ngày °C (°F)                            | 1.4 (34.5)                                                   | 1.1 (34.0)                                                   | 2.9 (37.2)                                                   | 4.2 (39.6)                                                   | 7.1 (44.8)                                                   | 10.0 (50.0)                                                  | 12.1 (53.8)                                                  | 11.8 (53.2)                                                  | 9.7 (49.5)                                                   | 6.8 (44.2)                                                   | 3.8 (38.8)                                                   | 1.6 (34.9)                                                   | 6.1 (43.0)                                                   |
| Lượng mưa trung bình mm (inches)                             | 73.2 (2.88)                                                  | 51.4 (2.02)                                                  | 55.8 (2.20)                                                  | 61.9 (2.44)                                                  | 61.3 (2.41)                                                  | 65.6 (2.58)                                                  | 63.8 (2.51)                                                  | 66.7 (2.63)                                                  | 68.1 (2.68)                                                  | 82.7 (3.26)                                                  | 74.8 (2.94)                                                  | 79.7 (3.14)                                                  | 804.9 (31.69)                                                |
| Số ngày mưa trung bình (≥ 1.0 mm)                            | 12.9                                                         | 10.2                                                         | 10.7                                                         | 11.1                                                         | 10.6                                                         | 9.9                                                          | 9.0                                                          | 10.4                                                         | 9.7                                                          | 12.3                                                         | 12.4                                                         | 11.8                                                         | 131.1                                                        |
| Số giờ nắng trung bình tháng                                 | 54.5                                                         | 73.7                                                         | 107.7                                                        | 149.3                                                        | 177.6                                                        | 181.3                                                        | 193.7                                                        | 180.2                                                        | 139.5                                                        | 104.5                                                        | 64.0                                                         | 52.3                                                         | 1.478,3                                                      |
| Nguồn: Met Office                                            |                                                              |                                                              |                                                              |                                                              |                                                              |                                                              |                                                              |                                                              |                                                              |                                                              |                                                              |                                                              |                                                              |

| Dữ liệu khí hậu của Birmingham | Dữ liệu khí hậu của Birmingham | Dữ liệu khí hậu của Birmingham | Dữ liệu khí hậu của Birmingham | Dữ liệu khí hậu của Birmingham | Dữ liệu khí hậu của Birmingham | Dữ liệu khí hậu của Birmingham | Dữ liệu khí hậu của Birmingham | Dữ liệu khí hậu của Birmingham | Dữ liệu khí hậu của Birmingham | Dữ liệu khí hậu của Birmingham | Dữ liệu khí hậu của Birmingham | Dữ liệu khí hậu của Birmingham | Dữ liệu khí hậu của Birmingham |
| Tháng                          | 1                              | 2                              | 3                              | 4                              | 5                              | 6                              | 7                              | 8                              | 9                              | 10                             | 11                             | 12                             | Năm                            |
| ------------------------------ | ------------------------------ | ------------------------------ | ------------------------------ | ------------------------------ | ------------------------------ | ------------------------------ | ------------------------------ | ------------------------------ | ------------------------------ | ------------------------------ | ------------------------------ | ------------------------------ | ------------------------------ |
| Số giờ nắng trung bình ngày    | 8.0                            | 10.0                           | 12.0                           | 14.0                           | 16.0                           | 17.0                           | 16.0                           | 15.0                           | 13.0                           | 11.0                           | 9.0                            | 8.0                            | 12.4                           |
| Chỉ số tia cực tím trung bình  | 1                              | 1                              | 2                              | 4                              | 5                              | 6                              | 6                              | 5                              | 4                              | 2                              | 1                              | 0                              | 3                              |
| Source: Weather Atlas          |                                |                                |                                |                                |                                |                                |                                |                                |                                |                                |                                |                                |                                |

Birmingham có 571 công viên cao nhất trong số các thành phố châu Âu – tổng cộng có 3.500 ha không gian mở công cộng. Thành phố có trên sáu triệu cây xanh, và 400 km các suối và dòng chảy đô thị. Công viên Sutton có diện tích 971 ha tại phần phía bắc thành phố, là công viên đô thị lớn nhất tại châu Âu và là một khu dự trữ tự nhiên quốc gia. Vườn thực vật Birmingham nằm gần trung tâm thành phố, duy trì cảnh quan từ thời nhiếp chính trong thiết kế nguyên bản của J. C. Loudon vào năm 1829, còn Vườn thực vật Winterbourne tại Edgbaston phản ánh phi chính thức hơn khiếu thẩm mỹ nghệ thuật và thủ công có nguồn gốc từ thời Edward tại đó. Birmingham có nhiều khu vực hoang dã, được thiết lập phi chính thức như Project Kingfisher và công viên cấp hạt Woodgate Valley hoặc theo cách lựa chọn các công viên như seLickey Hills, Handsworth, Kings và Cannon Hill, Cannon Hull còn có Trung tâm Tự nhiên Birmingham.

## Nhân khẩu

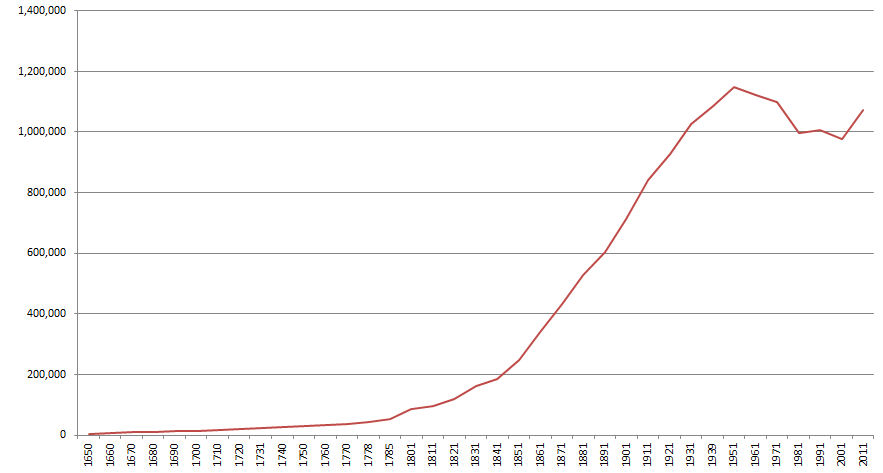
Lịch sử dân số Birmingham từ năm 1651 đến năm 2011

Theo ước tính giữa năm 2012, dân số Birmingham đạt 1.085.400, tăng 11.200 hay 1,0% so với cùng thời điểm vào năm 2011. Tính từ năm 2001, dân số tăng 99.500 hay 10,1%. Birmingham là khu vực chính quyền địa phương và thành phố lớn nhất bên ngoài Luân Đôn tại Anh. Mật độ dân số là 4.102 người/km² so với 377,2 người/km² tại Anh. Dựa theo điều tra nhân khẩu năm 2011, dân số Birmingham được dự tính đạt đến 1.160.100 vào năm 2021, tăng trưởng 8,0%, so với 9,1% của thập niên trước.
| Thành phần dân tộc của cư dân Birmingham, 2011 | Thành phần dân tộc của cư dân Birmingham, 2011 | Thành phần dân tộc của cư dân Birmingham, 2011 | Thành phần dân tộc của cư dân Birmingham, 2011 | Thành phần dân tộc của cư dân Birmingham, 2011 |
| ---------------------------------------------- | ---------------------------------------------- | ---------------------------------------------- | ---------------------------------------------- | ---------------------------------------------- |
|                                                |                                                |                                                |                                                |                                                |
| Da trắng                                       | Da trắng                                       |                                                | 57.9%                                          | 57.9%                                          |
| Châu Á                                         | Châu Á                                         |                                                | 26.6%                                          | 26.6%                                          |
| Da đen                                         | Da đen                                         |                                                | 8.9%                                           | 8.9%                                           |
| Hỗn chủng                                      | Hỗn chủng                                      |                                                | 4.4%                                           | 4.4%                                           |
| Khác                                           | Khác                                           |                                                | 1.2%                                           | 1.2%                                           |
| Ả Rập                                          | Ả Rập                                          |                                                | 1.0%                                           | 1.0%                                           |
| Nguồn: Điều tra nhân khẩu 201                  |                                                |                                                |                                                |                                                |

Theo số liệu từ điều tra nhân khẩu năm 2011, 57,9% dân số là người da trắng (53,1% người Anh Quốc da trắng, 2,1% người Ireland da trắng, 2,7% người da trắng khác), 4,4% là người hỗn chủng (2,3% da trắng và Caribe da đen, 0,3% da trắng và châu Phi da đen, 1,0% da trắng và châu Á, 0,8% hỗn chủng khác), 26,6% người châu Á (13,5% người Pakistan, 6,0% người Ấn Độ, 3,0% người Bangladesh, 1,2% người Hoa, 2,9% các nhóm châu Á khác), 8,9% người da đen (2,8% người châu Phi, 4,4% người Caribe, 1,7% người da đen khác), 1,0% người Ả Rập và 1,0% mang các di sản dân tộc khác. 57% học sinh tiểu học và 52% học sinh trung học vào năm 2007 đến từ các gia đình nằm ngoài nhóm Anh Quốc da trắng.
Tại Birmingham, theo số liệu vào năm 2001 thì 60,4% cư dân nằm trong độ tuổi từ 16 đến 75, so với 66,7% của toàn Anh. Thông thường, nữ giới đông hơn nam giới trong các năm tuổi riêng lẻ, ngoại trừ các nhóm trẻ nhất (0-18), cuối độ tuổi 30 và cuối độ tuổi 50. Nữ giới chiếm 51,6% dân số trong khi nam giới chiếm 48,4%. Khác biệt rõ rệt nhất trong các nhóm tuổi già, phản ánh tuổi thọ cao hơn của nữ giới. Tháp tuổi phình rộng ở khoảng đầu độ tuổi 20 phần lớn là do các sinh viên đến học tại thành phố. Trẻ em khoảng 10 tuổi là nhóm tương đối nhỏ, phản ánh suy giảm mức sinh đầu thế kỷ. Có một nhóm lớn trẻ dưới 5 tuổi, phản ánh mức sinh cao hơn trong những năm qua. Số ca sinh tăng 20% từ năm 2001 đến năm 2011.
Năm 2011, trong số toàn bộ các hộ gia đình tại Birmingham, 0,12% là các hộ gia đình đối tác dân sự đồng giới, tỷ lệ này trên toàn thể Anh Quốc là 0,16%. Trong năm này, 25,9% số hộ gia đình sở hữu nhà hoàn toàn, 29,3% khác sở hữu nhà với khoản vay thế chấp. Các số liệu này thấp hơn trung bình toàn quốc. 45,5% cư dân nói rằng họ có tình trạng sức khoẻ rất tốt, thấp hơn trung bình toàn quốc. 33,9% khác nói rằng họ có sức khoẻ tốt và cũng thấp hơn trung bình toàn quốc, và 9,1% nói rằng họ có các hoạt động hàng ngày hạn chế một chút do sức khoẻ bản thân.

### Tôn giáo
| Tôn giáo của cư dân Birmingham, 2011 | Tôn giáo của cư dân Birmingham, 2011 | Tôn giáo của cư dân Birmingham, 2011 | Tôn giáo của cư dân Birmingham, 2011 | Tôn giáo của cư dân Birmingham, 2011 |
| ------------------------------------ | ------------------------------------ | ------------------------------------ | ------------------------------------ | ------------------------------------ |
|                                      |                                      |                                      |                                      |                                      |
| Cơ Đốc giáo                          | Cơ Đốc giáo                          |                                      | 46.1%                                | 46.1%                                |
| Hồi giáo                             | Hồi giáo                             |                                      | 21.8%                                | 21.8%                                |
| Không tôn giáo                       | Không tôn giáo                       |                                      | 19.3%                                | 19.3%                                |
| Không công khai                      | Không công khai                      |                                      | 6.5%                                 | 6.5%                                 |
| Sikh giáo                            | Sikh giáo                            |                                      | 3.0%                                 | 3.0%                                 |
| Ấn Độ giáo                           | Ấn Độ giáo                           |                                      | 2.1%                                 | 2.1%                                 |
| Tôn giáo khác                        | Tôn giáo khác                        |                                      | 0.5%                                 | 0.5%                                 |
| Phật giáo                            | Phật giáo                            |                                      | 0.4%                                 | 0.4%                                 |
| Do Thái giáo                         | Do Thái giáo                         |                                      | 0.2%                                 | 0.2%                                 |
| Nguồn: Điều tra nhân khẩu 2011       |                                      |                                      |                                      |                                      |

Cơ Đốc giáo là tôn giáo lớn nhất tại Birmingham, khi có 46,1% cư dân nhận là tín đồ Cơ Đốc giáo trong điều tra nhân khẩu năm 2001. Thành phần tôn giáo tại thành phố đa dạng cao, không kể Luân Đôn thì cộng đồng Hồi giáo, Sikh giáo và Phật giáo tại thành phố đứng thứ nhất; thành phố có cộng đồng Ấn Độ giáo lớn thứ nhì và cộng đồng Do Thái giáo lớn thứ bảy tại Anh Quốc. Giữa các cuộc điều tra nhân khẩu năm 2001 và 2011, tỉ lệ tín đồ Cơ Đốc giáo tại Birmingham giảm từ 59,1% xuống còn 46,1%, trong khi tỉ lệ người Hồi giáo tăng từ 14,3% lên 21,8% và tỉ lệ người không liên kết tôn giáo tăng từ 12,4% lên 19,3%. Toàn bộ các tôn giáo khác vẫn duy trì tỉ lệ tương tự.
Nhà thờ chính toà St Philip được nâng cấp từ vị thế nhà thờ thông thường khi Giáo phận Anh giáo Birmingham được thành lập vào năm 1905. Thành phố còn có hai nhà thờ chính toà khác: Nhà thờ chính toà Saint Chad là trụ sở của Giáo phận Công giáo La Mã Birmingham, và một nhà thờ chính toà của Chính thống giáo Hy Lạp. Giáo phận Chính thống giáo Coptic Midlands cũng có trụ sở tại Birmingham. Nhà thờ giáo xứ ban đầu của Birmingham là St Martin tại Bull Ring, được xếp hạng II*. Không xa Five Ways là nhà thờ nhỏ Birmingham được hoàn thành vào năm 1910 trên địa điểm cơ sở ban đầu của Hồng y Newman.
Giáo đường Do Thái cổ nhất còn tại tại ở Birmingham là Giáo đường phố Severn được xây vào năm 1825 theo kiến trúc Phục hưng Hy Lạp, nay là nơi họp của Hội Tam Điểm. Đến năm 1856, nó được thay thế bằng Giáo đường Singers Hill được xếp hạng II*. Thánh đường Hồi giáo Trung tâm Birmingham là một trong các nhà thờ Hồi giáo lớn nhất châu Âu, được xây dựng trong thập niên 1960. Vào cuối thập niên 1990, Ghamkol Shariff Masjid được xây dựng tại Small Heath. Gurdwara của Sikha giáo là Guru Nanak Nishkam Sewak Jatha được xây dựng trên đường Soho tại Handsworth vào cuối thập niên 1970, và Chùa Hoà bình Dhammatalaka của Phật giáo được xây gần hồ chứa nước Edgbaston trong thập niên 1990.

## Kinh tế

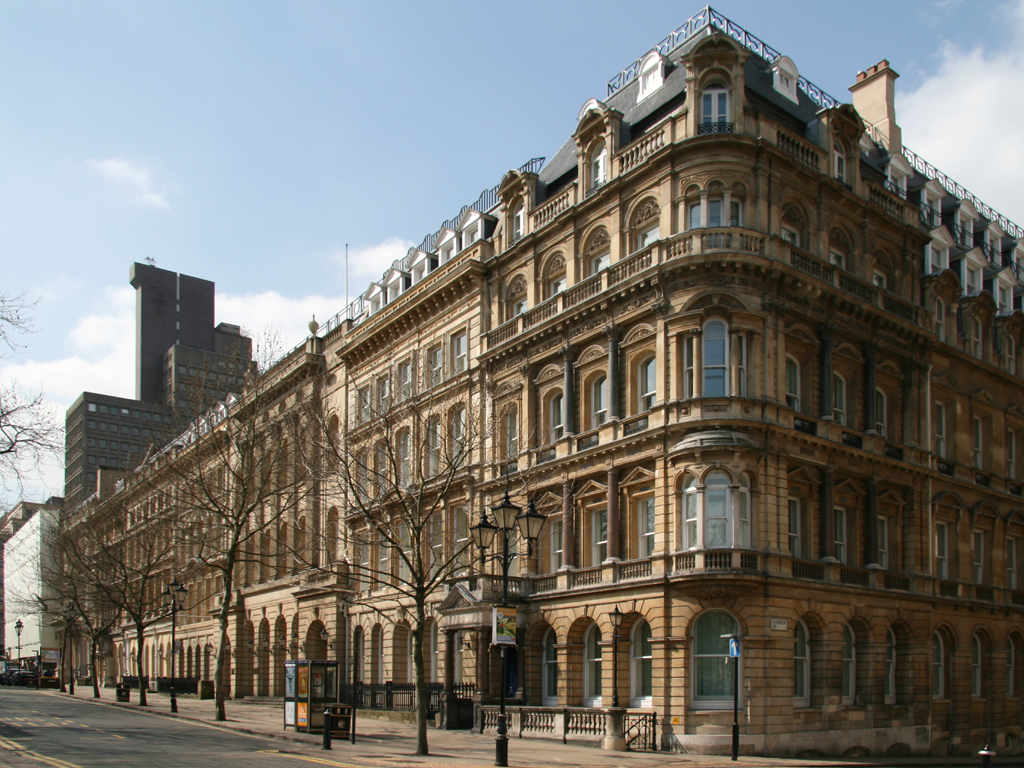
Colmore Row nằm tại trung tâm khu kinh doanh của Birmingham, có truyền thống là vị trí kinh doanh uy tín nhất tại thành phố.

Birmingham từng nổi bật trong vai trò là một trung tâm sản xuất và kỹ thuật, song kinh tế thành phố hiện nay do khu vực dịch vụ chi phối, đến năm 2012 khu vực này chiếm 88% số công việc của thành phố. Birmingham là trung tâm lớn nhất tại Anh Quốc về công việc trong hành chính công, giáo dục và y tế; và sau Leeds là trung tâm lớn thứ nhì ngoài Luân Đôn về công việc trong các khu vực tài chính và kinh doanh khác. Birmingham được xếp hạng là một thành phố thế giới cấp beta-, đứng sau Luân Đôn và Manchester tại Anh Quốc, và nền kinh tế đại đô thị quanh thành phố lớn thứ nhì tại Anh Quốc với GDP PPP đạt 121,1 tỉ USD vào năm 2014. Các công ty lớn có trụ sở tại Birmingham gồm công ty kỹ thuật IMI plc, và tính cả vùng đại đô thị thì Birmingham là nơi tập trung nhiều công ty lớn chỉ sau Luân Đôn và vùng đông nam. Thành phố có các hạ tầng lớn như Trung tâm Triển lãm Quốc gia và Trung tâm Hội nghị Quốc tế, thu hút 42% tổng số hội nghị và hội chợ triển lãm tại Anh Quốc.

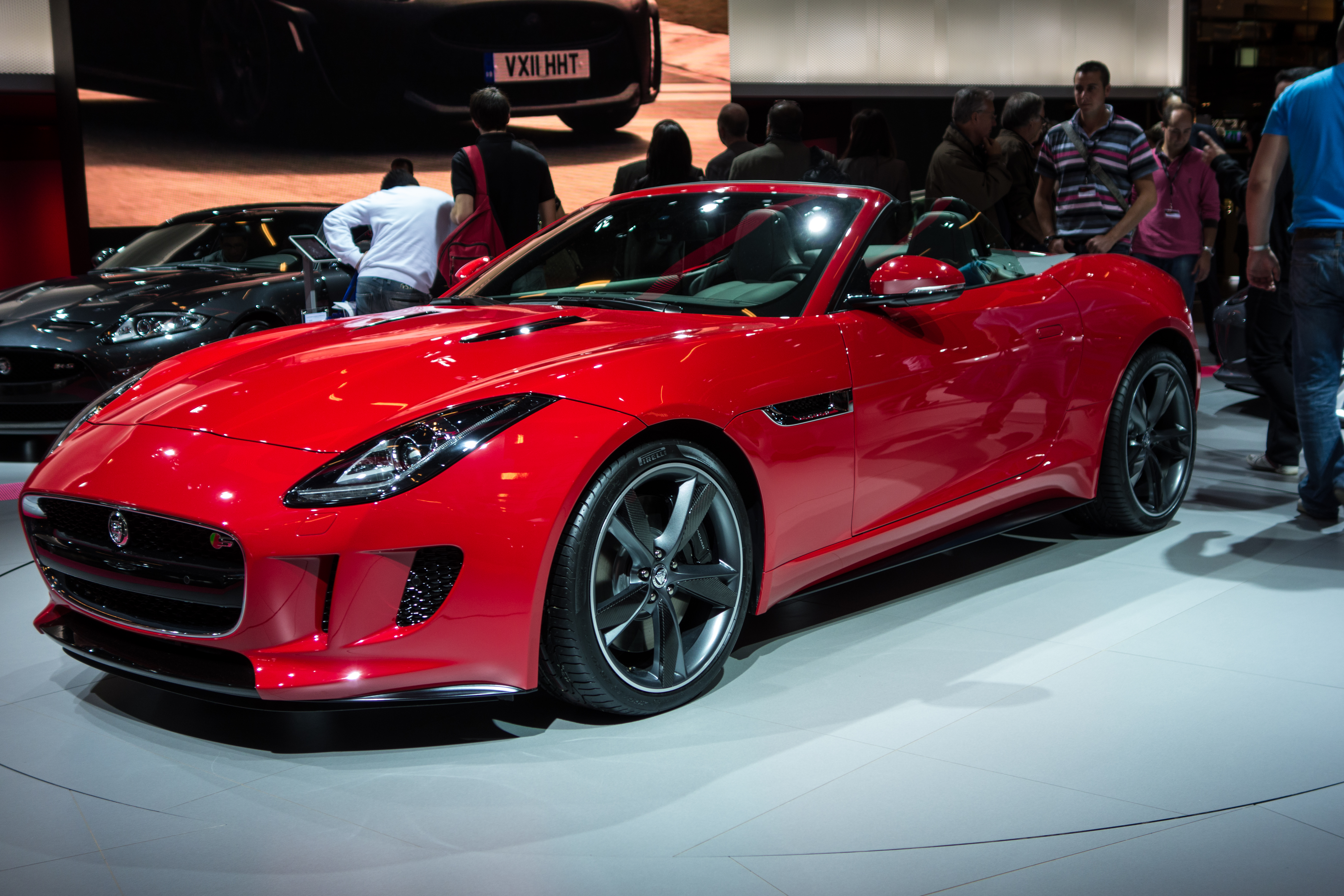
Ô tô Jaguar F-Type do hãng Jaguar Land Rover sản xuất tại Castle Bromwich Assembly

Ngành sản xuất chiếm 8% số công việc tại Birmingham vào năm 2012, con số này thấp hơn mức trung bình của toàn Anh Quốc. Các nhà máy công nghiệp lớn trong thành phố gồm có Jaguar Land Rover tại Castle Bromwich và Cadbury tại Bournville, trong khi các nhà sản xuất lớn tại địa phương cũng tham gia một chuỗi cung ứng cho các ngành sản xuất và thủ công quy mô nhỏ có tính chính xác. Nhiều ngành công nghiệp truyền thống vẫn duy trì: 40% kim cương sản xuất tại Anh Quốc vẫn được tạo ra trong 300 nhà sản xuất độc lập tại khu vực Jewellery Quarter của Birmingham, duy trì một ngành nghề được ghi nhận lần đầu tại Birmingham vào năm 1308.
| Năm  | GVA (triệu bảng) | Tăng trưởng (%) |
| ---- | ---------------- | --------------- |
| 2010 | 20.795           | 02,1%           |
| 2011 | 21.424           | 03,0%           |
| 2012 | 21.762           | 01,6%           |
| 2013 | 22.644           | 04,1%           |
| 2014 | 23.583           | 04,2%           |
| 2015 | 24.790           | 05,2%           |

Tổng giá trị gia tăng GVA của Birmingham là 24,8 tỉ bảng theo ước tính vào năm 2015, tăng trưởng kinh tế tăng tốc trong giai đoạn 2013-2015, đạt 4,2% vào năm 2015, tăng trưởng GVA bình quân ở mức cao thứ nhì trong số tám "thành phố hạt nhân" tại Anh. Giá trị sản lượng sản xuất trong thành phố giảm đến 21% theo giá trị thực trong giai đoạn 1997-2010, song giá trị của các hoạt động tài chính và bảo hiểm tăng hơn gấp đôi. Với 16.281 công ty khởi nghiệp đăng ký vào năm 2013, Birmingham có mức độ hoạt động sáng tạo kinh doanh cao nhất bên ngoài Luân Đôn tại Anh, trong khi số doanh nghiệp đăng ký trong thành phố tăng đến 8,1% vào năm 2016. Birmingham chỉ đứng sau Luân Đôn và Edinburgh về tạo việc làm trong khu vực tư nhân từ năm 2010 đến năm 2013.
Bất bình đẳng kinh tế tại Birmingham cao hơn tất cả các thành phố lớn khác tại Anh, và chỉ xếp sau Glasgow trên toàn Anh Quốc. Mức thất nghiệp tại thành phố nằm vào hàng cao nhất toàn quốc, với 10,0% dân số hoạt động kinh tế bị thất nghiệp (tháng 6 năm 2016). Trong các khu nội thị Aston và Washwood Heath, con số này là trên 30%. Hai phần năm dân số Birmingham sống trong các khu vực được phân loại là nằm trong 10% bộ phận thiếu thốn nhất tại Anh, và Birmingham nói chung là địa phương thiếu thốn nhất tại Anh xét theo thu nhập và mất đi công việc vào năm 2010. Tỷ lệ tử vong trẻ sơ sinh tại thành phố ở mức cao, kém hơn 60% so với trung bình toàn quốc. Trong khi đó, chỉ 49% nữ giới có việc làm, so với 65% trên toàn quốc vào năm 2012, và chỉ có 28% dân số trong độ tuổi lao động tại Birmingham có trình độ đại học so với mức trung bình 34% của các thành phố hạt nhân.
Theo Nghiên cứu chất lượng sinh hoạt của Mercer vào năm 2014, Birmingham xếp hạng 51 thế giới, là mức cao thứ nhì tại Anh Quốc. Đây là một cải tiến so với vị trí 56 của thành phố vào năm 2008. Big City Plan đặt mục tiêu đưa thành phố vào trong nhóm 20 thành phố dẫn đầu về chỉ số này vào năm 2026. Một khu vực tại thành phố đã được xác định là khu sáng tạo doanh nghiệp, có thuế giảm và đơn giản hoá kế hoạch nhằm thu hút đầu tư.

## Thành phố kết nghĩa
Birmingham có chín thành phố kết nghĩa;
- Chicago, Hoa Kỳ (từ 1993)
- Frankfurt am Main, Đức (từ 1966)[157]
- Trường Xuân, Trung Quốc (từ 1983)
- Quảng Châu, Trung Quốc (từ 2006)
- Nam Kinh, Trung Quốc (từ 2007)
- Johannesburg, Nam Phi (từ 1997)
- Leipzig, Đức (từ 1992)[158]
- Lyon, Pháp (từ 1951)[159][160]
- Milano, Ý (từ 1974)[161]